# Västerplana
Västerplana är kyrkbyn i Västerplana socken i Götene kommun i Västergötland. Orten ligger på sydvästra sluttningen av Kinnekulle nordväst om Götene.
Här finns Västerplana kyrka.